# Кинстлих, Раз
Раз Кинстлих (ивр. רז קינסטליך‎; род. 27 марта 1978, Ришон-ле-Цион, Израиль) — мэр города Ришон-ле-Цион с 2018 года, основатель и председатель партии «Зелёные + Молодёжь» в городском совете Ришон-ле-Циона. Также он занимал должность заместителя и исполняющего обязанности мэра под руководством предыдущего мэра Дова Цура.

## Биография
Кинстлих родился и вырос в Ришон-ле-Ционе, сын Ализы и Пинхаса Кинстлиха, бывшего футболиста команды «Маккаби Петах-Тиква». Он окончил среднюю школу гимназию реальит в Ришон-ле-Ционе по специальности химия. Военную службу проходил в подразделении ПВО ВВС. После увольнения из армии он изучал бизнес-администрирование и маркетинг, получив степень бакалавра.

## Политическая карьера
В 2003 году, после основания движения «ЦавР – Молодёжь за Ришон» вместе с Олегом Комликом и Цахи Элимелехом, Кинстлих впервые был избран в городской совет в возрасте всего 25 лет. После избрания он создал первый в Израиле департамент молодёжи и молодёжной политики в местном самоуправлении, предназначенный для защиты прав молодёжи города. Параллельно он работал политическим советником мэра Ариэля Рона Нахмана.
В 2008 году он присоединился к списку партии Асафа Даабула и был третьим в списке. Партия получила четыре мандата, и Кинстлих был избран в городской совет.
На выборах 2013 года партия «Зелёные + Молодёжь» получила три мандата и стала второй по величине фракцией в городском совете Ришон-ле-Циона. Кинстлих начал исполнять обязанности заместителя мэра, а затем стал исполняющим обязанности мэра. В рамках своей должности он курировал департамент охраны окружающей среды, городскую безопасность и был исполняющим обязанности председателя правления городской компании Ришон-ле-Цион по безопасности и общественному порядку.
В июне 2018 года Кинстлих был кандидатом на пост председателя Футбольной ассоциации Израиля, но 19 июня объявил, что не будет претендовать на должность в связи с его участием в выборах мэра Ришон-ле-Циона.

### Мэр Ришон-ле-Циона
На выборах 2018 года Кинстлих вышел во второй тур с 21% голосов против действующего мэра Дова Цура, который набрал 31%. Во втором туре Кинстлих объединился с Лиэль Эвен-Захар, которая получила 19.48% (20,128 голосов). Кроме того, Моти Аджеми, который также баллотировался на пост мэра, объявил о своей поддержке Кинстлиха. Они вместе шли под лозунгом «Делаем перемены – побеждаем вместе». 13 ноября 2018 года Кинстлих был избран мэром Ришон-ле-Циона, победив Цура с разницей около 5% голосов. После выборов Кинстлих назначил Эвен-Захар и Аджеми своими заместителями и исполняющими обязанности мэра. В коалицию Кинстлиха также вошел Ассаф Даабул, который был членом его партии 10 лет назад.
На выборах в органы местного самоуправления, состоявшихся 27 февраля 2024 года, Раз Кинстлих был избран на второй срок, получив поддержку 90.09% избирателей. Его партия "РАК" также получила 10 мест в городском совете.

### Иная деятельность
В октябре 2022 года Кинстлих объявил о приобретении холма Ирусин муниципалитетом Ришон-ле-Циона у частных владельцев за 25 миллионов шекелей. В рамках этой покупки, утвержденной городом, холм будет восстановлен и благоустроен, став природным заповедником.
В декабре 2022 года он был избран членом правления Футбольной ассоциации Израиля.
На муниципальных выборах 2024 года Кинстлих был членом муниципального комитета партии «Новая надежда — государственный правый» под руководством депутата Гидеона Саара, вместе с депутатом Зеэвом Элькиным, бывшим мэром Эйлата Ицхаком Меиром Леви и другими.

## Личная жизнь
Кинстлих женат, имеет троих детей. Живёт в Ришон-ле-Ционе.